# 시몬 J. 키스트메이커
사이몬 J. 키스트메이커(Simon J. Kistemaker, 1930년 10월 21일 ~ 2017년 9월 23일)는 개혁주의 신약성경 학자이다. 미국 리폼드 신학교에서 신약신학의 명예교수였으며 그는 칼빈 대학교 및 칼빈 신학교에서 공부하였고, 암스테르담 자유대학에서 Th.D. 를 취득하였다. 그는 복음주의 신학회에서 회장을 지냈으며, 윌리암 헨드릭슨에 의해서 시작된 신약성경 주석 씨리즈를 완성했다.
그가 출판한 4권이 복음주의 금상 도서로 수상이 되었다. 2017년 9월 23일 자신의 집이 있는 플로리다주 세인트 피터스버그에서 소천하였다. 그의 성격은 정확성을 좋아하여 잘못된 정보는 신속히 정정하는 경향을 보여주었다. 한국에서 교수로 활동하는 제자들로서는 최갑종, 홍인규, 방선기, 안명준, 채이석, 임영효, 그리고 북미주에서는 한기원, 정인채, 박상목, 최동진과 같은 많은 학자들을 배출하였다.

## 같이 보기
- 윌리암 헨드릭슨